# Gare des Avants
La gare des Avants est une gare ferroviaire situé sur le territoire de la localité des Avants, appartenant à la commune suisse de Montreux dans le canton de Vaud.

## Situation ferroviaire
Établie à 970,3 mètres d'altitude, la gare des Avants est située au point kilométrique 10,85 de la ligne de Montreux à Lenk im Simmental.
Elle est dotée de deux voies et de deux quais dont un situé entre les deux voies et un latéral le long du bâtiment voyageurs.

## Histoire
La gare des Avants a été mise en service en même temps que la section de Montreux aux Avants de la ligne de Montreux à Lenk im Simmental en décembre 1901,,.

## Service des voyageurs

### Accueil
Gare du MOB, elle est dotée d'un bâtiment voyageurs et est partiellement accessible aux personnes à mobilité réduite.

### Desserte
La gare des Avants est desservie toutes les heures par un train Regio du MOB effectuant tous les arrêts entre Montreux et Les Avants ainsi qu'un second train reliant Montreux à Zweisimmen sautant plusieurs gares entre Montreux et Les Avants.

### Intermodalité
La gare des Avants est en correspondance directe avec le funiculaire Les Avants – Sonloup, exploité par les Transports Montreux-Vevey-Riviera toute l'année hors période d'inspection annuelle.